# Campo de Ameixeira
El Campo de Ameixeira es un campo de fútbol ubicado en el barrio de Alcabre, de la ciudad de Vigo, España. Se inauguró en septiembre de 1960, con un partido entre el Arenas de Alcabre y el Real Club Celta de Vigo.
Es el campo del Arenas de Alcabre, un equipo de la Tercera División Autonómica Gallega.
Su construcción original fue fruto de la colaboración vecinal en 1960. Posteriormente fue reconstruido en 1996, bajo el mandato del presidente D. Luis Cascallar Porto, y según la normativa de la Federación Gallega de Fútbol. El actual campo de "A Ameixeira" fue inaugurado por Ventura Pérez Mariño, en la época en la que Tino era el presidente del Club.

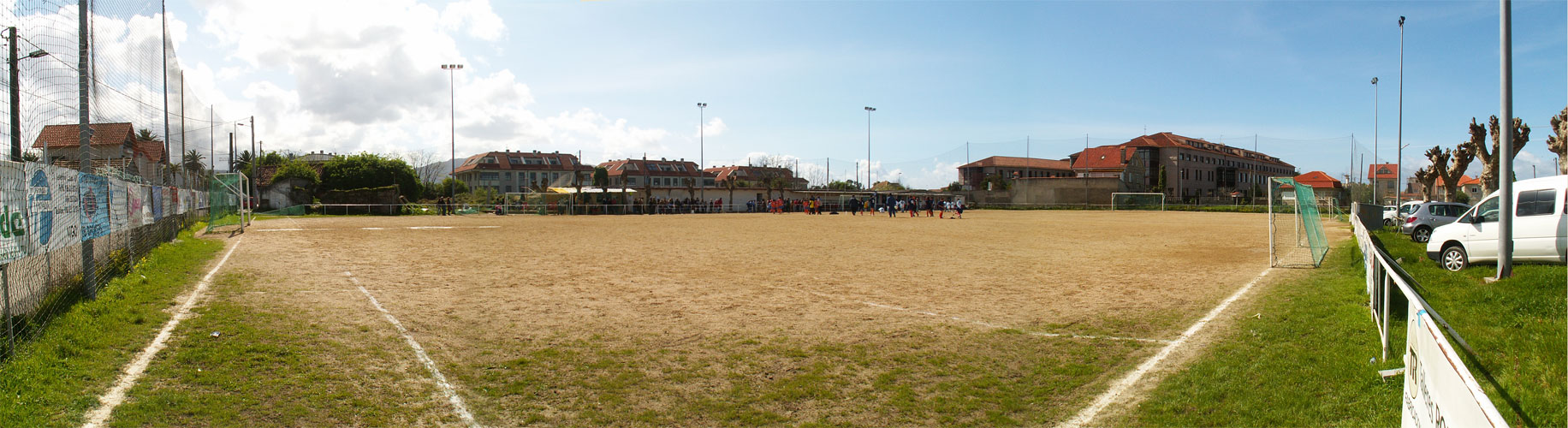
Panorámica del Campo de Ameixeira.